# Джоді Генрі
Джоді Генрі (англ. Jodie Henry; нар. 17 листопада 1983) — австралійська плавчиня.
Олімпійська чемпіонка 2004 року.
Чемпіонка світу з водних видів спорту 2005, 2007 років, призерка 2003 року.
Переможниця Пантихоокеанського чемпіонату з плавання 2002 року.
Переможниця Ігор Співдружності 2002, 2006 років.